# Mária Mercédesz nápoly–szicíliai királyi hercegnő
Mária Mercédesz nápoly–szicíliai hercegnő, teljes nevén Bourbon María de las Mercedes Cristina Genara Isabel Luisa Carolina Victoria (Madrid, 1910. december 23. – Lanzarote, 2000. január 2.) Bourbon János barcelonai gróf felesége, I. János Károly spanyol király édesanyja.

## Élete
1910. december 23-án született Madridban, Károly Mária nápoly–szicíliai királyi herceg (1870–1949) és második felesége, Lujza Franciska orléans-i hercegnő (1882–1958) harmadik gyermekeként és második lányaként. Apja előző házasságából két féltestvére volt, Alfonz és Izabella.
Apai nagyszülei Alfonz nápoly-szicíliai herceg (1841–1934) és Mária Antónia Jozefa nápoly–szicíliai hercegnő (1851–1938), anyai nagyszülei: Lajos Fülöp orléans-i herceg, Párizs grófja (1838–1894) és Mária Izabella orléans-montpensier-i hercegnő (1848–1919) voltak.
1935. január 14-én Mercédesz részt vett Rómában XIII. Alfonz spanyol király legidősebb lánya, Beatrix királyi hercegnő esküvőjén, ahol összeismerkedett az ara öccsével, a 21 éves János infánssal, aki a másodunokatestvére volt. 1935. október 12-én Rómában házasodtak össze.
Négy gyermekük jött világra frigyük 57 éve során, két fiú és két lány:
- Pilar (1936. július 30. –), Torre vikomt felesége lett 1967-ben. Öt gyermekük született, Mária, János, Brúnó, Lajos és Ferdinánd.
- János Károly (1938. január 5. –), I. János Károly néven lépett Spanyolország trónjára 1975-től. 2014-ben lemondott fia, VI. Fülöp javára. Felesége 1962 óta Zsófia görög királyi hercegnő. Három gyermekük van, Elena, Krisztina és Fülöp.
- Margit (1939. március 6. –), 1972-ben hozzáment Carlos Zuritához, Soria hercegéhez. Két gyermekük született, Alfonz és Mária Zsófia.
- Alfonz (1941. október 3. – 1956. március 29.), 14 évesen egy lőfegyverbaleset áldozata lett.

Férjével Cannes-ban és Rómában éltek, ám a második világháború kitörése után Lausanne-ba költöztek, ahol Mercédesz anyósával, Viktória Eugénia királynéval laktak együtt. Ezek után a portugáliai Estorilba helyezték át rezidenciájukat. 1953-ban Mercédesz a spanyol királyi családot képviselve részt vett II. Erzsébet brit királynő koronázásán. Franco tábornok elhunyta után, 1975-ben véget ért a több évtizeden át tartó katonai diktatúra Spanyolországban. A család visszatérhetett hazájába. Az országban helyreállt a monarchia intézménye és Mercédesz fia, János Károly lett a következő uralkodó.
A hercegné 1982-ben eltörte a csípőjét, 1985-ben pedig a bal combcsontját, ezt követően kerekesszékbe kényszerült. 1993-ban özvegyült meg. Az asszony imádta a bikaviadalokat és az andalúz kultúrát. 1995-ben részt vett unokája, Elena infánsnő esküvőjén Sevillában. Elena választása azért esett erre a városra, mert ez nagyanyja egyik kedvelt tartózkodási helye volt.
A hercegné szívrohamban hunyt el Lanzarotén (a Kanári-szigetek része) 2000. január 2-án, 89 éves korában. Királynéknak kijáró tiszteletadással helyezték végső nyugalomra az Escorialban, a királyi kriptában.